# اولکساندر پالیانیتسا
اولکساندر پالیانیتسا (انگلیسی: Oleksandr Palyanytsya؛ زادهٔ ۲۹ فوریهٔ ۱۹۷۲) بازیکن فوتبال اهل اتحاد جماهیر شوروی سوسیالیستی است.
از باشگاه‌هایی که در آن بازی کرده‌است می‌توان به باشگاه فوتبال کریفباس کریفیی ریه، باشگاه فوتبال لاسک، باشگاه فوتبال دنیپرو، باشگاه فوتبال متالیست خارکوف، و باشگاه فوتبال کارپاتی لویو اشاره کرد.
وی همچنین در تیم ملی فوتبال اوکراین بازی کرده‌است.